# Dino Crescentini
Dino Crescentini (ur. 22 września 1947 w San Marino, zm. 22 czerwca 2008 w Bowmanville w Kanadzie) – sanmaryński bobsleista, olimpijczyk z 1994. Zmarł w wypadku na torze Mosport.

## Wyniki olimpijskie
| Igrzyska         | Konkurencja     | Partner       | Wynik |
| ---------------- | --------------- | ------------- | ----- |
| Lillehammer 1994 | Dwójki mężczyzn | Mike Corcenzi | 41.   |